# Poiana Câmpina
Poiana Câmpina es una comuna ubicada en el distrito de Prahova, Rumania.

## Superficie
Posee una superficie de 15,51 kilómetros cuadrados.

## Demografía
Hasta 2021 la población era de 4361 habitantes, con una densidad de población de 281,2 habitantes por kilómetro cuadrado.